# Cresco
Cresco är administrativ huvudort i Howard County i Iowa. Ortnamnet betyder jag växer på latin. Vid 2010 års folkräkning hade Cresco 3 868 invånare.

## Kända personer från Cresno
- Norman Borlaug
- Robert E. Smylie